# شین روک
شین روک (انگلیسی: Shin Rok; ۸ ژوئیهٔ ۲۰۰۲) وزنه‌بردار اهل کره جنوبی بود.